# 加特利縣 (北卡羅萊納州)
加特利县（英語：Carteret County）是美國北卡羅萊納州東部的一個縣，東臨大西洋。面積3,472平方公里。根据美國2000年人口普查，共有人口59,383人。縣治博福特（Beaufort）。
成立於1722年。縣名紀念愛爾蘭總督、卡羅萊納殖民地長官約翰·加特利，第三代格蘭維爾伯爵 （John Carteret, 2nd Earl of Granville）。